# Al-Ahli Club 2012-2013
Questa voce raccoglie le informazioni riguardanti l'Al-Ahli Club nelle competizioni ufficiali della stagione 2012-2013.

## Rosa
Rosa e numerazione aggiornate al 27 gennaio 2013.
| N. |                                | Ruolo | Calciatore           |
| -- | ------------------------------ | ----- | -------------------- |
| 3  | Emirati Arabi Uniti (bandiera) | D     | Saad Surour          |
| 6  | Emirati Arabi Uniti (bandiera) | C     | Khalid Mohammad      |
| 7  | Emirati Arabi Uniti (bandiera) | A     | Ismail Al Hammadi    |
| 8  | Emirati Arabi Uniti (bandiera) | C     | Khalefa Ibrahim      |
| 10 | Cile (bandiera)                | C     | Luis Jiménez         |
| 11 | Emirati Arabi Uniti (bandiera) | A     | Ahmed Khalil         |
| 12 | Emirati Arabi Uniti (bandiera) | A     | Abdulla Mohd Essa    |
| 13 | Emirati Arabi Uniti (bandiera) | D     | Ahmed Salem          |
| 14 | Emirati Arabi Uniti (bandiera) | C     | Tariq Ahmed          |
| 15 | Emirati Arabi Uniti (bandiera) | P     | Saif Yousif          |
| 16 | Emirati Arabi Uniti (bandiera) | C     | Amer Mubarak         |
| 18 | Emirati Arabi Uniti (bandiera) | C     | Hamad Al Hosani      |
| 19 | Emirati Arabi Uniti (bandiera) | D     | Marzooq Hassan Ahmed |
| 21 | Emirati Arabi Uniti (bandiera) | C     | Adil Salem           |
| 23 | Brasile (bandiera)             | A     | Grafite              |
| 25 | Emirati Arabi Uniti (bandiera) | D     | Abdulla Ahmad        |
| 26 | Emirati Arabi Uniti (bandiera) | C     | Abdulaziz Hussain    |
| 27 | Emirati Arabi Uniti (bandiera) | D     | Rashid Mohamed       |
| 29 | Emirati Arabi Uniti (bandiera) | C     | Ali Hussain          |
| 30 | Emirati Arabi Uniti (bandiera) | D     | Nooh Naser           |

| N. |                                | Ruolo | Calciatore                 |
| -- | ------------------------------ | ----- | -------------------------- |
| 31 | Emirati Arabi Uniti (bandiera) | C     | Ali Mohamed Ali            |
| 32 | Emirati Arabi Uniti (bandiera) | P     | Hassan Abdulla             |
| 35 | Emirati Arabi Uniti (bandiera) | A     | Saeed Ahmed                |
| 37 | Portogallo (bandiera)          | C     | Ricardo Quaresma           |
| 38 | Emirati Arabi Uniti (bandiera) | C     | Khaled Tariq Basheer       |
| 40 | Emirati Arabi Uniti (bandiera) | P     | Yousif Abdulla             |
| 41 | Emirati Arabi Uniti (bandiera) | C     | Khalifa Khamis             |
| 43 | Emirati Arabi Uniti (bandiera) | A     | Mayed Mubarak              |
| 44 | Emirati Arabi Uniti (bandiera) | C     | Abdulla Ali                |
| 51 | Emirati Arabi Uniti (bandiera) | A     | Mohammad Jasim Karam       |
| 60 | Emirati Arabi Uniti (bandiera) | D     | Bashir Saeed               |
| 62 | Emirati Arabi Uniti (bandiera) | C     | Abdelaziz Sanqour          |
| 66 | Emirati Arabi Uniti (bandiera) | C     | Adnan Hussain              |
| 71 | Emirati Arabi Uniti (bandiera) | C     | Darwish Mohamed            |
| 77 | Emirati Arabi Uniti (bandiera) | D     | Yousif Al Sayed            |
| 80 | Libano (bandiera)              | D     | Youssef Mohamad (Capitano) |
| 85 | Emirati Arabi Uniti (bandiera) | D     | Mohammed Jassim Abdullah   |
| 88 | Emirati Arabi Uniti (bandiera) | C     | Majed Hassan               |
| 90 | Emirati Arabi Uniti (bandiera) | P     | Obaid Al Taweela           |
| 99 | Emirati Arabi Uniti (bandiera) | A     | Marwan Sabeel              |

## Trasferimenti

### Sessione estiva(dall'1/7 all'1/9)
| Acquisti | Acquisti          | Acquisti  | Acquisti   |
| R.       | Nome              | da        | Modalità   |
| -------- | ----------------- | --------- | ---------- |
| C        | Abdulaziz Hussain | Al-Shabab | definitivo |
| C        | Achille Emana     | Al-Hilal  | riscatto   |

| Cessioni | Cessioni        | Cessioni      | Cessioni                  |
| R.       | Nome            | a             | Modalità                  |
| -------- | --------------- | ------------- | ------------------------- |
| A        | Faisal Khalil   | Al-Wasl       | prestito                  |
| A        | Aristide Bancé  | Augusta       | definitivo (500.000 euro) |
| D        | Mohammed Qassim | Al Dhafra     | definitivo                |
| A        | Osvaldo         | San Paolo     | definitivo                |
| A        | Jajá            | Internacional | prestito                  |

### Sessione invernale(dall'1/1 al 31/1)
| Acquisti | Acquisti         | Acquisti | Acquisti   |
| R.       | Nome             | da       | Modalità   |
| -------- | ---------------- | -------- | ---------- |
| D        | Adnan Hussain    | Baniyas  | definitivo |
| C        | Ricardo Quaresma | Beşiktaş | svincolato |

| Cessioni | Cessioni      | Cessioni | Cessioni |
| R.       | Nome          | a        | Modalità |
| -------- | ------------- | -------- | -------- |
| C        | Achille Emana | Al-Wasl  | prestito |